# Лаудат
Лаудат (англ. Laudat) — небольшая деревня в глубине Доминики, расположенная между тремя горами: Морн Ватт, Морн-Микотрин (также часто Морн-Макак) и Морн-Труа-Питон (последняя является частью одноимённого национального парка). Лаудат с населением чуть более трёх сотен человек называют «воротами», потому что из этого населённого пункта можно попасть ко многим природным достопримечательностям Доминики: помимо уже упомянутого национального парка к ним относятся озёра Бойлинг и Фреш-Уотер, а также ущелье Титу. Лаудат, расположенный примерно на высоте 600 метров над уровнем моря, имеет прохладный климат, из деревни открывается вид на Карибское море. Населённый пункт расположен примерно в 20 минутах езды от столицы страны, города Розо. Дорога в Лаудат из столицы очень извилиста. В период с 2003 по 2012 год в поселении действовал канатный трамвай, облегчавший путь пешим туристам и бывший главной достопримечательностью самого Лаудата, однако в 2012 году он прекратил работу, поскольку показал свою нерентабельность. В ущелье Титу есть небольшие горячие и холодные водопады. В деревне можно переночевать, также есть несколько небольших магазинов, где можно приобрести ром, безалкогольные напитки, некоторые продукты которые так или иначе можно найти почти на любом острове в Карибском море:  обычно можно найти на Карибах; ром, безалкогольные напитки, а также некоторые продукты и хозяйственные товары. В Лаудате выпадает около 900 см осадков в год — один из самых высоких показателей в Карибском бассейне.